# Words from the Genius
Words from the Genius – debiutancki album studyjny amerykańskiego rapera GZA członka Wu-Tang Clan nagrany pod pseudonimem The Genius, wydany 19 lutego 1991 roku nakładem wytwórni Cold Chillin’ Records. Płyta była pierwszym albumem wydanym przed założeniem Wu-Tang Clanu w 1992 roku.
W 1994 roku ukazała się reedycja albumu, na której utwór „Come Do Me” został zastąpiony piosenką „Pass the Bone”, nagrany z kuzynem Geniusa RZA, znany wtedy pod pseudonimem Prince Rakeem.

## Lista utworów
| #                                              | Tytuł                                 | Producent      | Sample | Czas |
| ---------------------------------------------- | ------------------------------------- | -------------- | --- | ---- |
| 1                                              | „Come Do Me”                          | Jesse West     | - James Brown – „Funky Drummer” - James Brown – „I Got You (I Feel Good)” - Funkadelic – „You'll Like It Too” | 4:47 |
| 2                                              | „Phony as Ya Wanna Be”                | Easy Mo Bee    | - Bar-Kays – „Sang and Dance” - Carla Thomas / Otis Redding – „Tramp” - Four Tops – „Ain’t No Woman (Like the One I've Got)” - Rufus Thomas – „(Do The) Push and Pull” | 5:04 |
| 3                                              | „True Fresh M.C.”                     | Easy Mo Bee    | - Parliament – „Flash Light” - Junie Morrison – „Granny's Funky Rolls Royce” - B.T. Express – „Do You Like It” - Ohio Players – „Funky Worm” - Kool and the Gang – „Let the Music Take Your Mind” - Orange Krush - „Action” - Public Enemy – „Bring the Noise” - Doug E. Fresh oraz Slick Rick – „La Di Da Di” | 3:39 |
| 4                                              | „The Genius is Slammin'”              | Easy Mo Bee    | - The Meters - „Same Old Thing” - Booker T. and the M.G.’s – „L.A. Jazz Song” | 4:23 |
| 5                                              | „Words from a Genius”                 | Easy Mo Bee    | - Curtis Mayfield – „Underground” - James Brown – „Get Up, Get Into It, Get Involved” - Funkadelic – „One Nation Under a Groove” | 5:05 |
| 6                                              | „Who’s Your Rhymin' Hero”             | Patrick Harvey | - Jimmy McGriff - „Ain’t It Funky Now” | 4:34 |
| 7                                              | „Feel the Pain”                       | Easy Mo Bee    | - The Meters - „Cissy Strut" | 3:39 |
| 8                                              | „Those Were the Days”                 | Easy Mo Bee    | - James Brown – „Get Up, Get Into It, Get Involved” - James Brown – „There It Is” - Donald Byrd – „Street Lady” - Lyn Collins - „Rock Me Again & Again & Again & Again...” - Doug E. Fresh oraz Slick Rick – „La Di Da Di”                                                                                     | 4:37 |
| 9                                              | „Life of a Drug Dealer”               | Easy Mo Bee    | - Bobby Rush - „Mary Jane” | 3:39 |
| 10                                             | „Stop the Nonsense”                   | Easy Mo Bee    | | 3:41 |
| 11                                             | „Living Foul”                         | Easy Mo Bee    | - Bobby Rush - „Chicken Heads” | 4:22 |
| 12                                             | „Drama”                               | Easy Mo Bee    | - Millie Jackson - „All the Way Lover” - Otis Redding – „Let Me Come on Home” - Big Daddy Kane – „Word to the Mother (Land)” | 3:59 |
| 13                                             | „Stay out of Bars”                    | Patrick Harvey | | 3:55 |
| 14                                             | „What Are Silly Girls Made Of”        | Patrick Harvey | - Al Green – „All Because” | 4:32 |
| 15                                             | „Superfreak”                          | Patrick Harvey | | 4:38 |
| Bonusowe utwory wydane na reedycji w 1994 roku |                                       |                | |      |
| 16                                             | „Pass the Bone” (gośc. Prince Rakeem) | Prince Rakeem  | - Harlem Underground Band – „Smokin' Cheeba-Cheeba” - Rufus Thomas - „Do the Funky Penguin” - Cheech and Chong - „Acapulco Gold Filters” | 3:52 |